# Vaccinium didymanthum
Vaccinium didymanthum är en ljungväxtart som beskrevs av Michel Félix Dunal. Vaccinium didymanthum ingår i Blåbärssläktet, och familjen ljungväxter. Inga underarter finns listade i Catalogue of Life.